# Лаудон, Томас
Томас Ричардсон Лаудон (англ. Thomas Richardson Loudon; 1 сентября 1883 — 6 января 1968) — канадский гребец, серебряный призёр летних Олимпийских игр 1904.
На Играх 1904 в Сент-Луисе Лаудон был рулевым канадской команды, которая участвовала только в соревновании восьмёрок. Его команда заняла второе место и выиграла серебряные медали.